# Salvia
Salvia es el género de plantas más numeroso de la familia de las lamiáceas (Lamiaceae), con setecientas a novecientas especies de arbustos, herbáceas perennes y anuales. Es uno de varios géneros comúnmente conocidos como salvia, así mismo, comúnmente también se denomina salvia a la especie Salvia officinalis, conocida popularmente por su uso en gastronomía, como planta ornamental y medicinal. Dentro de su familia, las salvias son parte de la tribu Mentheae dentro de la subfamilia Nepetoideae.
Este género se distribuye extensamente tanto por el viejo como por el Nuevo Mundo, con tres regiones de biodiversidad diferenciadas: América Central y Sudamérica (aprox. 500 especies), Asia Central y la cuenca del Mediterráneo (250 especies) y Asia Oriental (90 especies).

## Descripción
Las especies de Salvia incluyen hierbas anuales, bienales y perennes, así como subarbustos leñosos. Los tallos son típicamente angulares, característicos de la familia Lamiaceae, con hojas enteras, aunque también pueden ser dentadas o pinnadas. Los tallos florales producen pequeñas brácteas diferentes a las hojas basales — en algunas especies estas brácteas son muy llamativas.
Las inflorescencias nacen en racimos o panículas que producen flores de color azul o rojo, el blanco y amarillo es menos común. El cáliz es tubular o acampanado sin garganta barbada y está dividido en dos labios; el superior entero o tridentado y el inferior hendido. La corola suele tener forma de garra y es bilabiada; el labelo superior normalmente entero o tridentado y el inferior bilobulado. Los estambres se reducen a dos estructuras cortas con anteras bicelulares; la superior fértil y la inferior imperfecta. Los estilos son bi-hendidos. El fruto es una suave núcula de forma ovoide u oblonga que, en muchas especies, está cubierta por una capa muculaginosa.
Muchas de las especies tienen tricomas (pelillos) sobre la superficie de las hojas, tallos y flores, lo que evita la pérdida hídrica. A veces estos pelillos son glandulares y al frotarlos algunas de las células se rompen liberando los aceites volátiles responsables de producir el peculiar aroma de estas plantas. Este olor a menudo resulta desagradable para el ganado y algunos insectos.

## Mecanismo de palanca estaminal

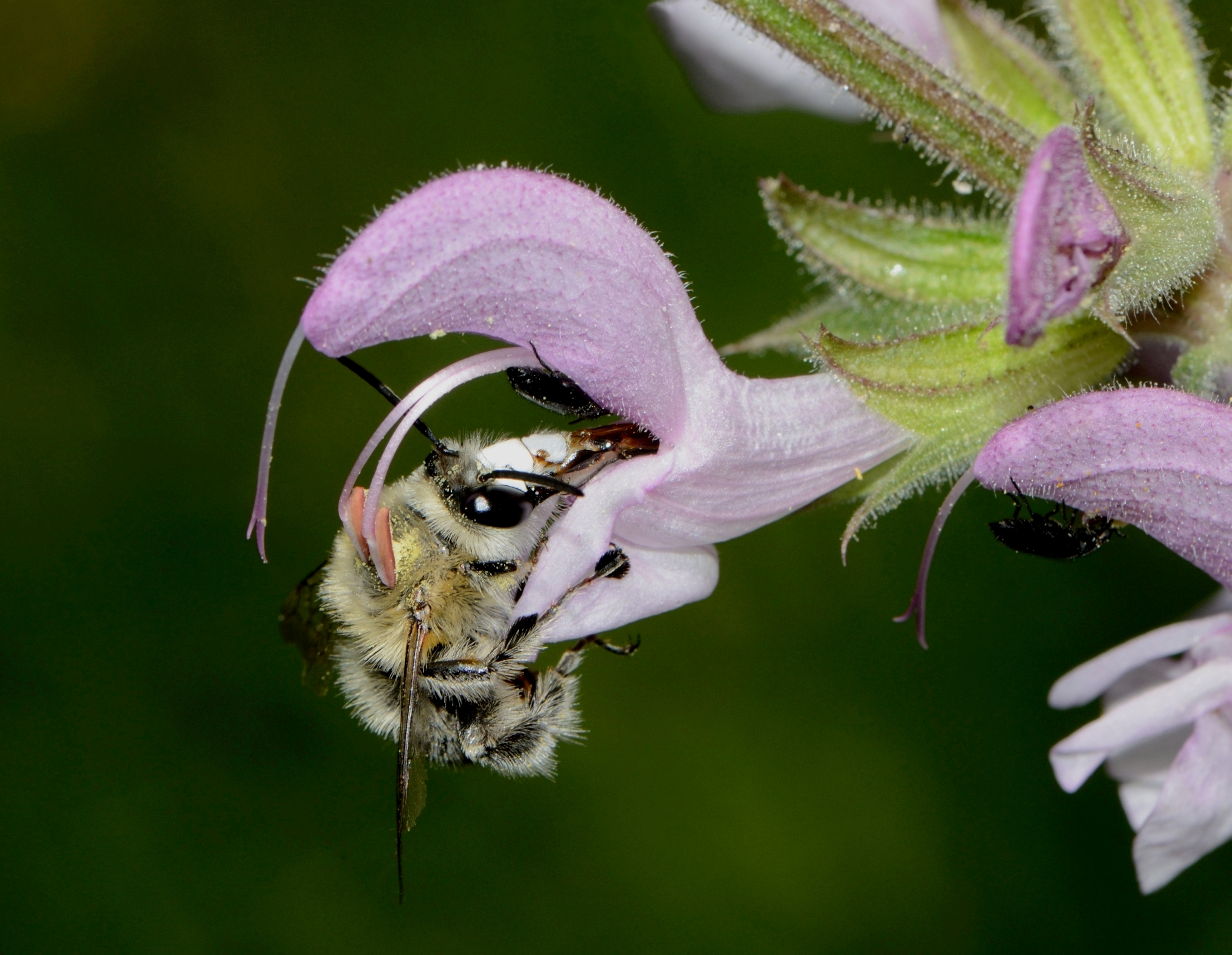
Abeja excavadora macho sondeando una flor en etapa masculina de Salvia hierosolymitana. Los estambres depositan el polen en el lomo de la abeja.

La característica definitoria del género Salvia es su inusual mecanismo de polinización. Es fundamental para cualquier investigación sobre la sistemática, la distribución de especies o la biología de la polinización de Salvia. Consta de dos estambres (en lugar de los cuatro típicos que se encuentran en otros miembros de la tribu Mentheae) y las dos tecas de cada estambre están separadas por un conector alargado que permite la formación del mecanismo de palanca. Sprengel (1732) fue el primero en ilustrar y describir el mecanismo de polinización dorsal en Salvia. Cuando un polinizador sondea una flor en etapa masculina en busca de néctar (empujando la teca de la antera posterior), la palanca hace que los estambres se muevan y el polen se deposite en el polinizador. Cuando el polinizador se retira de la flor, la palanca devuelve los estambres a su posición original. En las flores más viejas en etapa femenina, el 
 se dobla hacia abajo en una ubicación general que corresponde al lugar donde se depositó el polen en el cuerpo del polinizador. La palanca de la mayoría de las especies de Salvia no está especializada para un solo polinizador, sino que es genérica y seleccionada para ser liberada fácilmente por muchas aves y abejas polinizadoras de diferentes formas y tamaños.  El brazo de la palanca se puede especializar para que tenga diferentes longitudes y el polen se deposite en diferentes partes del cuerpo del polinizador. Por ejemplo, si una abeja fue a una flor y el polen se depositó en la parte posterior de su cuerpo, pero luego voló a otra flor donde el estigma estaba más adelante (anterior), la polinización no podría tener lugar. Esto puede resultar en un aislamiento reproductivo de la población parental y puede ocurrir una nueva especiación. Se cree que el mecanismo de palanca es un factor clave en la especiación, la radiación adaptativa y la diversidad de este género. Algunas especies tienen flores adaptadas para ser polinizadas por abejas (o melotóferas), mientras que otras están adaptadas para ser visitadas por aves (ornitófilas). Un estudio de 2015 da cuenta de una relación simpátrida entre algunas de estas especies, que permite su coexistencia y la floración simultánea al sacar provecho de tener polinizadores distintos. Así por ejemplo, S. plurispicata fue visitada 77.5 % por abejas y 22.5 % colibríes, mientras que en S. elegans la relación fue la inversa (6.7 y 93%, respectivamente), habiendo florecido tres años consecutivos en los mismos períodos.

## Taxonomía
El género fue descrito por Carlos Linneo y publicado en Species Plantarum 1: 23, en 1753.

#### Etimología
Salvia: nombre antiguo proveniente del latín, dado a la salvia, usado por Plinio el Viejo en su Historia Naturalis (22, 147); derivado del verbo salvere; "curar" o "salvar", que alude a las propiedades medicinales atribuidas a varias especies del género.

### Historia
George Bentham fue el primero en dar una descripción monográfica completa del género en 1832-1836 y basó sus clasificaciones en la morfología estaminal. El trabajo de Bentham sobre la clasificación de la familia Labiatae (Labiatarum Genera et Species (1836)) sigue siendo la única organización integral y global de la familia. Si bien tenía clara la integridad de la familia en general, tenía menos confianza en su organización de Salvia, el género más grande de Labiatae (también llamado Lamiaceae). Basado en su propia filosofía de clasificación, escribió que debería haber formado cinco o seis géneros a partir de Salvia. Al final, sintió que la ventaja de colocar una agrupación relativamente uniforme en un género se contrarrestaba por la necesidad de cambiar más de doscientos nombres. En ese momento solo se conocían 291 especies de Salvia.

### Subdivisión
Bentham finalmente organizó a Salvia en doce secciones (originalmente catorce), según las diferencias en la corola, el cáliz y los estambres. Estos se colocaron en cuatro subgéneros que generalmente se dividieron en especies del Viejo Mundo y del Nuevo Mundo:
- Subgénero Salvia: Viejo Mundo (Secciones: Hymenophace, Eusphace, Drymosphace)
- Subgénero Sclarea: Viejo Mundo (Secciones: Horminum, Aehiposis, Plethiosphace)
- Subgénero Calosphace: Nuevo Mundo (Sección: Calosphace)
- Subgénero Leonia: Viejo y Nuevo Mundo (Secciones: Echinosphace, Pycnosphace, Heterosphace, Notiosphace, Hemisphace)

Su sistema sigue siendo la clasificación de Salvia más estudiada, aunque se han descubierto más de 500 especies nuevas desde su trabajo. Desde entonces, otros botánicos han ofrecido versiones modificadas de ese sistema de clasificación, mientras que los botánicos de los últimos cien años generalmente no lo respaldan.
Durante mucho tiempo se asumió que la polinización inusual y la estructura de estambres de Salvia habían evolucionado solo una vez y que, por lo tanto, Salvia era monofilética, lo que significa que todos los miembros del género evolucionaron a partir de un ancestro. Sin embargo, la inmensa diversidad en estructura estaminal, hábito vegetativo y morfología floral de las especies dentro de Salvia ha abierto el debate sobre sus clasificaciones infragenéricas.

### Análisis filogenéticos
Mediante la secuenciación del ADN, se demostró que Salvia no es monofilética, sino que consta de tres clados separados (Salvia clados I-III), cada uno con diferentes grupos hermanos. También descubrieron que el mecanismo de palanca estaminal evolucionó al menos dos veces por separado, a través de evolución convergente. Walker y Sytsma (2007) aclaró esta evolución paralela en un artículo posterior que combinaba datos moleculares y morfológicos para demostrar tres linajes independientes del mecanismo de palanca de Salvia, cada uno de los cuales corresponde a un clado dentro del género. Es sorprendente ver lo similares que son las estructuras del mecanismo de palanca estaminal entre los tres linajes, por lo que Salvia resulta ser un interesante y excelente ejemplo de evolución convergente.
Walker y Sytsma (2007) también abordaron la cuestión de si Salvia es realmente polifilética o sólo parafilética dentro de la tribu Mentheae. Para que Salvia fuera monofilética sería necesario incluir 15 especies de los géneros Rosmarinus, Perovskia, Dorystaechas, Meriandra y Zhumeria. La información obtenida por Walker y Sytsma (2007) que apoya los tres orígenes independientes de la palanca estaminal indica que Salvia no es el caso en el que 15 especies (actualmente no miembros del género) son en realidad miembros de Salvia pero sufrieron inversiones de caracteres, es decir, Salvia es parafilético como se circunscribió anteriormente. En 2017 Drew et al. recirculado Salvia, proponiendo que los cinco pequeños géneros incrustados (Dorystaechas, Meriandra, Perovskia, Rosmarinus, y Zhumeria) sean subsumidos en un Salvia ampliamente definido. Este enfoque requeriría sólo 15 cambios de nombre, mientras que mantener los cinco géneros pequeños y renombrar varios taxones de Salvia requeriría más de 700 cambios de nombre.
La circunscripción taxonómica de las especies individuales dentro de Salvia ha sufrido una revisión constante. Muchas especies son similares entre sí, y muchas especies tienen variedades que han recibido diferentes nombres específicos. Se han llegado a nombrar hasta 2.000 especies y subespecies. Con el tiempo, el número se ha reducido a menos de mil. Un estudio moderno y exhaustivo de las especies de Salvia fue realizado por Gabriel Alziar, en su Catalogue Synonymique des Salvia du Monde (1989) (Catálogo mundial de sinónimos de Salvia). Encontró que el número de especies y subespecies distintas podía reducirse a menos de 700.

## Usos
La salvia tiene usos ornamentales, medicinales y gastronómicos, empleándose como condimento, especialmente en Italia y en las recetas de influencia italiana.
En España es habitual tomarla en infusión, para lo que se dejan infusionar quince gramos (0.529 oz) de flores y hojas en un litro de agua hirviendo durante tres minutos aproximadamente. y luego se deja reposar durante quince minutos más antes de su consumo, pudiendo edulcorarse o mezclar con otras hierbas.
En Argentina, específicamente en la Patagonia y el Norte como Misiones, se usan las hojas de la salvia como aromatizador y saborizante para tomar mate dulce, así como también se reproduce y siembra para ornamentar sus jardines y fachadas. 
La salvia interviene en la maceración del orujo de hierbas gallego.
Su aroma tiene tonos amargos y sutilmente picantes, y entre las aplicaciones culinarias en las que interviene la salvia figuran recetas como: Besugo al horno, Saltimbocca, Pasta con Prosciutto y Parmesano, Atún mechado, Ensalada de alubias blancas con salvia, Cordero a la romana (Abbacchio alla ca tucciatora), Trucha aromatizada con salvia, Iscas (receta portuguesa de hígado de cerdo) o Risotto de setas.
Los chamanes nativos de Norteamérica también quemaban con frecuencia los tallos secos de la Salvia divinorum por sus efectos alucinógenos, creyendo que así entraban en contacto con sus guías espirituales y espíritus protectores.